# Tokhni
Tokhni (Grieks: Τόχνη, Turks: Taşkent) is een dorp in het Cypriotische district Larnaca. Tot 1974 had Tokhni een gemengd Grieks-Cypriotisch / Turks-Cypriotische bevolking. Op 14 augustus 1974 werden vrijwel alle Turks-Cypriotische mannen van het dorp vermoord door de Grieks-Nationalistische terreurgroep EOKA B.
In het centrum bevindt zich een Grieks-Orthodoxe kerk. Deze is gewijd is aan de heilige Constantijn en zijn moeder Sint Helena die volgens de overlevering op dezelfde plek een kerk had gesticht nadat ze uit het Heilige Land was teruggekeerd met een stuk van het Heilige Kruis. Er zijn ook nog de restanten van een Moskee, een madrassa en ten oosten van het dorp een overwoekerde Islamitische begraafplaats.
Het dorp richt zich op 'agrotourisme'. Herstel van de met traditionele lokaal gewonnen 'Tokhni steen' gebouwde Cypriotische huizen wordt gestimuleerd.

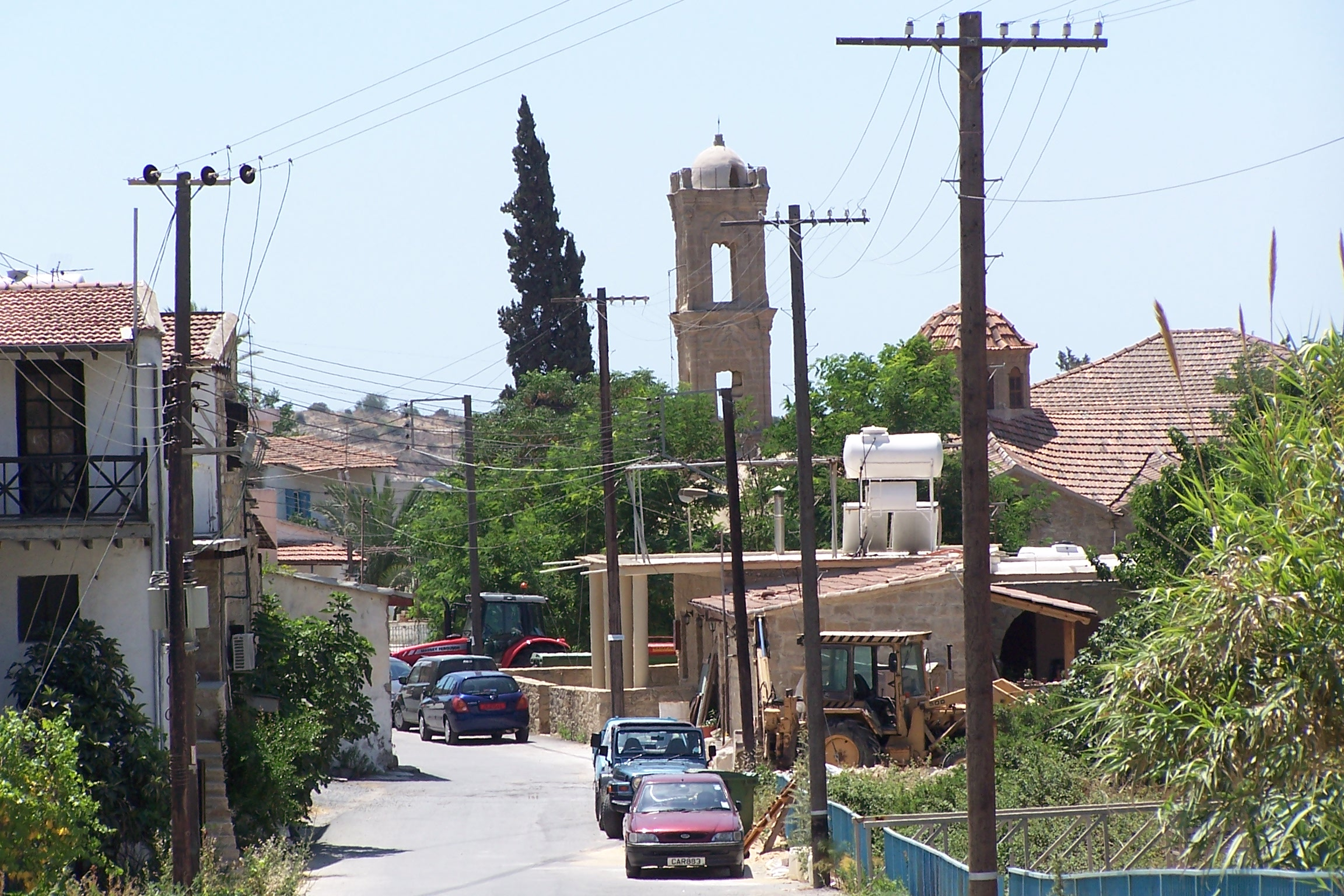
Zicht op Tokhni.

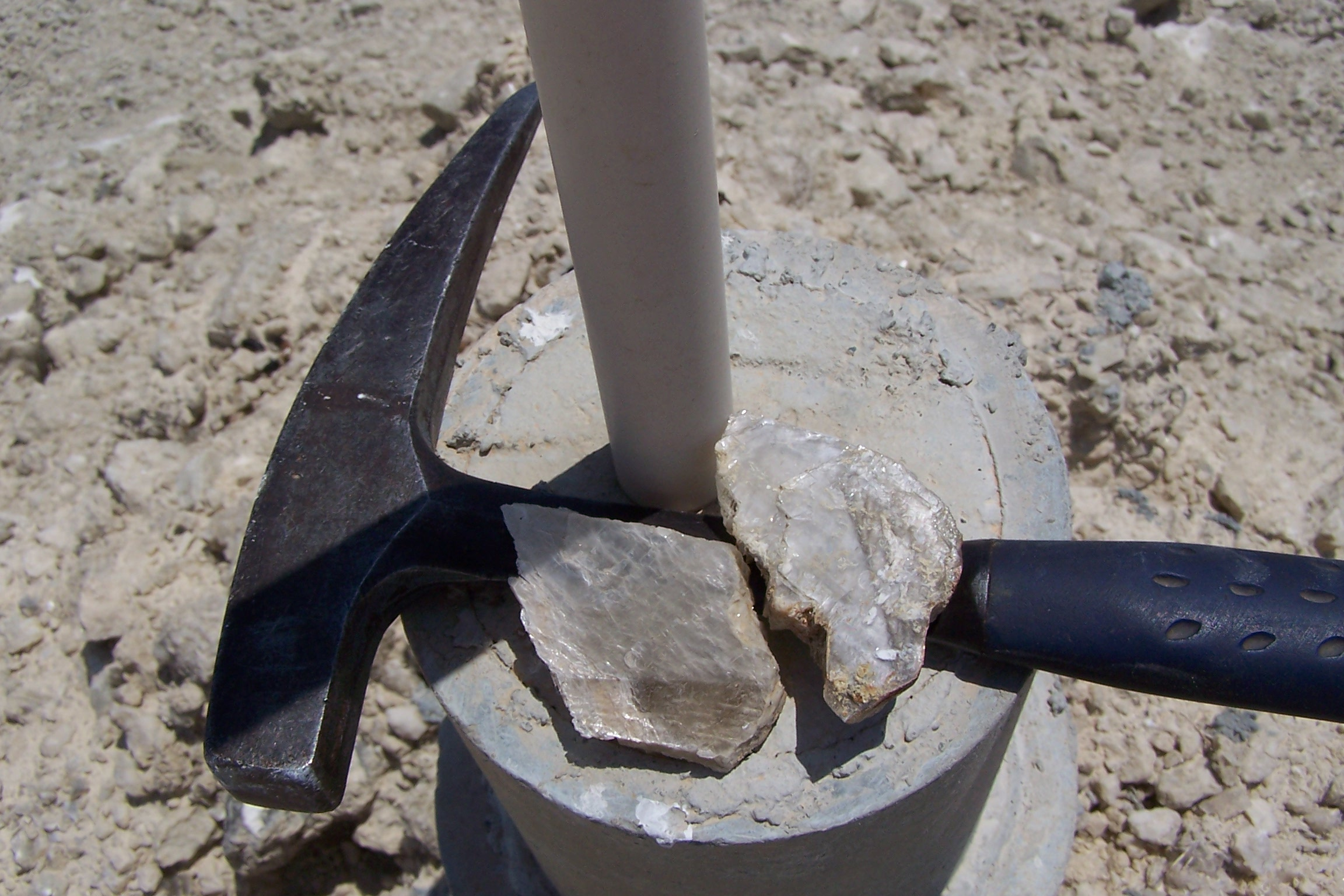
Gips uit de gipsgroeve van Tokhni.